# Lightweight Wide Aperture Array
Lightweight Wide Aperture Array – system paneli antenowych umieszczonych wzdłuż kadłubów okrętów podwodnych typu Virginia, spełniających rolę anten sonarowych zoptymalizowanych do wykrywania i namierzania jednostek przeciwnika, ze szczególnym uwzględnieniem cichych okrętów podwodnych o napędzie dieslowsko-elektrycznym.